# Nevele
Nevele este o comună neerlandofonă situată în provincia Flandra de Est, regiunea Flandra din Belgia. La 1 ianuarie 2008 avea o populație totală de 11.431 locuitori. 

## Geografie
Comuna actuală Nevele a fost formată în urma unei reorganizări teritoriale în anul 1977, prin înglobarea într-o singură entitate a 6 comune învecinate. Suprafața totală a comunei este de 51,89 km². Comuna este subdivizată în secțiuni, ce corespund aproximativ cu fostele comune de dinainte de 1977. Acestea sunt:
| - I. Nevele - II. Hansbeke - III. Merendree - IV. Landegem - V. Poesele - VI. Vosselare |

Localitățile limitrofe sunt:
- a. Lovendegem
- b. Drongen (Gent)
- c. Sint-Martens-Leerne (Deinze)
- d. Bachte-Maria-Leerne (Deinze)
- e. Meigem (Deinze)
- f. Lotenhulle (Aalter)
- g. Bellem (Aalter)
- h. Zomergem